# アダルト・コミックス
アダルト・コミックス（adult comics）とは、アメリカン・コミックス（アメコミ）の分類の一つで、青年（16歳以上）もしくは成人（18歳以上）の読者向けに販売されるコミックブック、コミック雑誌、コミックストリップ、またはグラフィックノベルを指す。下品な表現、倫理的に問題のある行為、エロ・グロなど、子供には不適切とみなされうる内容が含まれているコミックが「アダルト・コミックス」に分類され、子供への販売が制限される。
アダルト・コミックスの中でも、性的に露骨な内容を含むものは「エロティック漫画」（エロティック・コミック）と呼ばれ、日本の「エロ漫画（成人向け漫画）」はこれに含まれる。

## 初期
ロジャー・サビンによると、アダルト・コミックスの歴史は、19世紀以降に大判で出版された風刺漫画まで遡る。1930年代には、秘密裏に制作されたティファナ・バイブルがあった。これは、安価な白い紙に黒で印刷された、長方形の8ページの小冊子だった。アートワークは優れたものから完全に粗雑なものまであり、時には人種差別主義的でもあった（黒人は巨大な唇とむき出した目で描かれていた）。それらの物語は、通常、著名な漫画のキャラクター、政治家、または映画スターに（許可なく）焦点をあてた露骨な性的逸脱だった。 

## 著名なアーティストと作家
- グイド・クレパックス
- ロバート・クラム
- フランク・フラゼッタ
- ニール・ゲイマン
- メリンダ・ゲビー

- ジャン・ジロー
- ハーヴェイ・カーツマン
- トム・オブ・フィンランド
- ミロ・マナラ
- フランク・ミラー
- アラン・ムーア
- アル・リオ

- ハービー・ピーカー
- アート・スピーゲルマン
- アルベルト・バルガス
- バスティアン・ヴィヴェス
- ビル・ワード
- ラリー・ウェルツ
- ジョン・ウィリー